# Die Abenteuer der Oijamitza
Die Abenteuer der Oijamitza ist eine Novelle der Schriftstellerin Elisabeth Siewert (1867–1930). Die Geschichte spielt in der westpreußischen Heimat der Schriftstellerin im letzten Viertel des 19. Jahrhunderts.
Die 1928 veröffentlichte Novelle handelt von der 16-jährigen Gutsbesitzertochter Luise – später Oijamitza genannt – und dem Versuch des Mädchens, aus den als starr und einengend empfundenen Konventionen des großbürgerlichen Landlebens auszubrechen. Sie hofft, die ersehnte Freiheit an der Seite des Räubers Baßling zu finden, der ansatzweise als der idealisierte „edle Räuber“ des Räuberromans gezeichnet ist. An der Seite Baßlings erlebt Luise einige Abenteuer und verliebt sich in den ehrlichen Raubvogel. Auch wenn der Begriff „Abenteuer“ titelgebend ist, geht es Siewert nicht um eine spannungsreiche Schilderung – die Abenteuer bleiben eher harmlos und werden teils auch nur angerissen. Vielmehr geht es Siewert um die Schilderung der Charaktere und ihr Scheitern. Das eigentliche Abenteuer ist der Ausbruch des Mädchens und sein gescheitertes Liebesabenteuer. Das Scheitern wird in der Handlung mit der Erschießung des Räubers vollzogen, letztlich aber lässt Siewert Luise-Oijamitza an sich selbst (zerbrochen an sich selbst), ihrer poetischen Lebensauffassung und an ihrem Unvermögen, Realität und Traum, Konvention und Freiheitsdrang, Leben und Selbstverwirklichung in Einklang zu bringen, scheitern.
Die Novelle weist eine Vielzahl von Parallelen zu anderen Texten Siewerts auf, deren Romane und Erzählungen immer um ihre Erinnerungen an die Kindheit und Landschaft in Westpreußen kreisen und die zeitgenössische Lebenswirklichkeit widerspiegeln. Zudem trägt der Text, wie viele andere Siewert-Texte auch, deutliche autobiographische Züge.

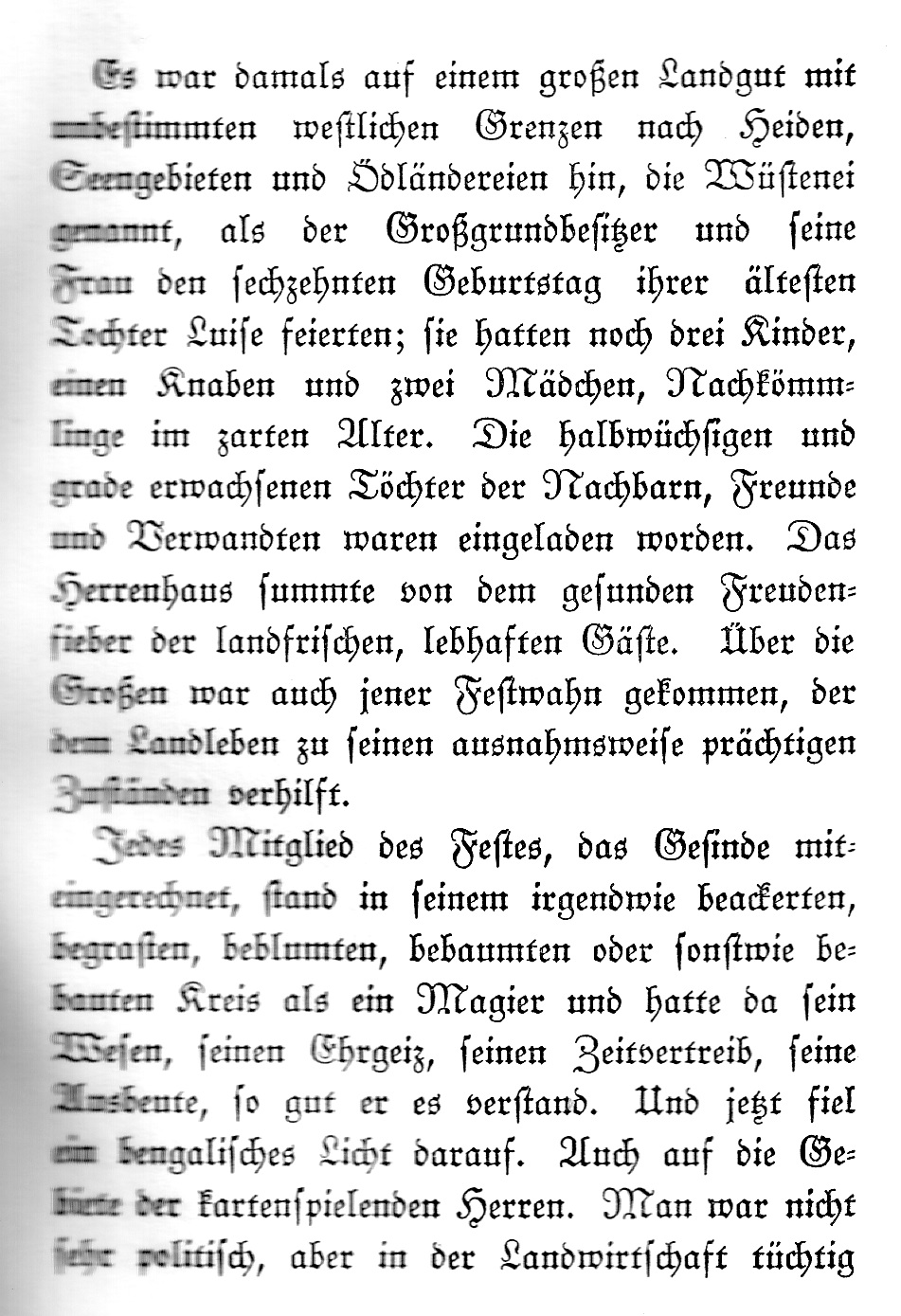
Beginn der Novelle

## Veröffentlichung und Aufteilung
Die Novelle ist eines der letzten veröffentlichten Werke Siewerts. Sie erschien 1928 in dem Sammelband Der Sumbuddawald im Verlag der Zeitschrift Der Ring, dem offiziellen Organ des jungkonservativen Deutschen Herrenklubs. Neben Die Abenteuer der Oijamitza enthielt das Buch die Siewert-Novellen
Der Sumbuddawald (S. 119–168) und Das siebenfache Leben des Hirten Mathias. (S. 169–239). Die 111 Seiten umfassende Novelle Die Abenteuer der Oijamitza beginnt auf Seite 7. Ab Seite 31 hat Elisabeth Siewert die Novelle mit fünf Zwischenüberschriften versehen:
Die Fahrt (S. 31)
Erstes Abenteuer (S. 40)
Zweites Abenteuer (S. 49)
Drittes Abenteuer (S. 62)
Wiederkehr (S. 81)

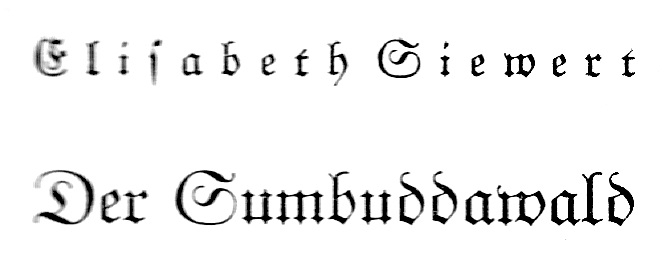
Innentitel des Buches

Die folgende zusammenfassende Darstellung des Inhalts weicht zur besseren, zusammenfassenden Verdeutlichung von Siewerts Einteilung ab.

## Inhalt

### Eklat auf dem Landgut: Ich will einen Räuber
Zum 16. Geburtstag der wunderschönen Gutsbesitzer-Tochter Luise – später Oijamitza genannt – geben die Eltern ein großes Fest. Von ihren sie neckenden, jüngeren Schwestern bedrängt, welchen Edelmann oder Offizier sie denn mal heiraten wolle, bringt sie zum Entsetzen der peinlich berührten Gesellschaft und vor allem der Mutter nur heraus: „Einen Räuber“.

„Luise erklärt mit trockener, leerer Stimme, während sie auf ihre Tasse starrte und eine kalte Lohe sie durchstürmte: ‚Ich will einen Räuber, grade. Ich werde als Räuberfrau glücklich sein. Ich werde Suppe auf Bettlerart kochen und Kümmelspeise auf Halunkenmanier. Gerade mag ich einen knappen Haushalt. Heute so, morgen anders … Anfassen darf mich der Räuber nicht, doch er wird mich lieben und verehren, und auf das hören, was ich ihm sage.‘“

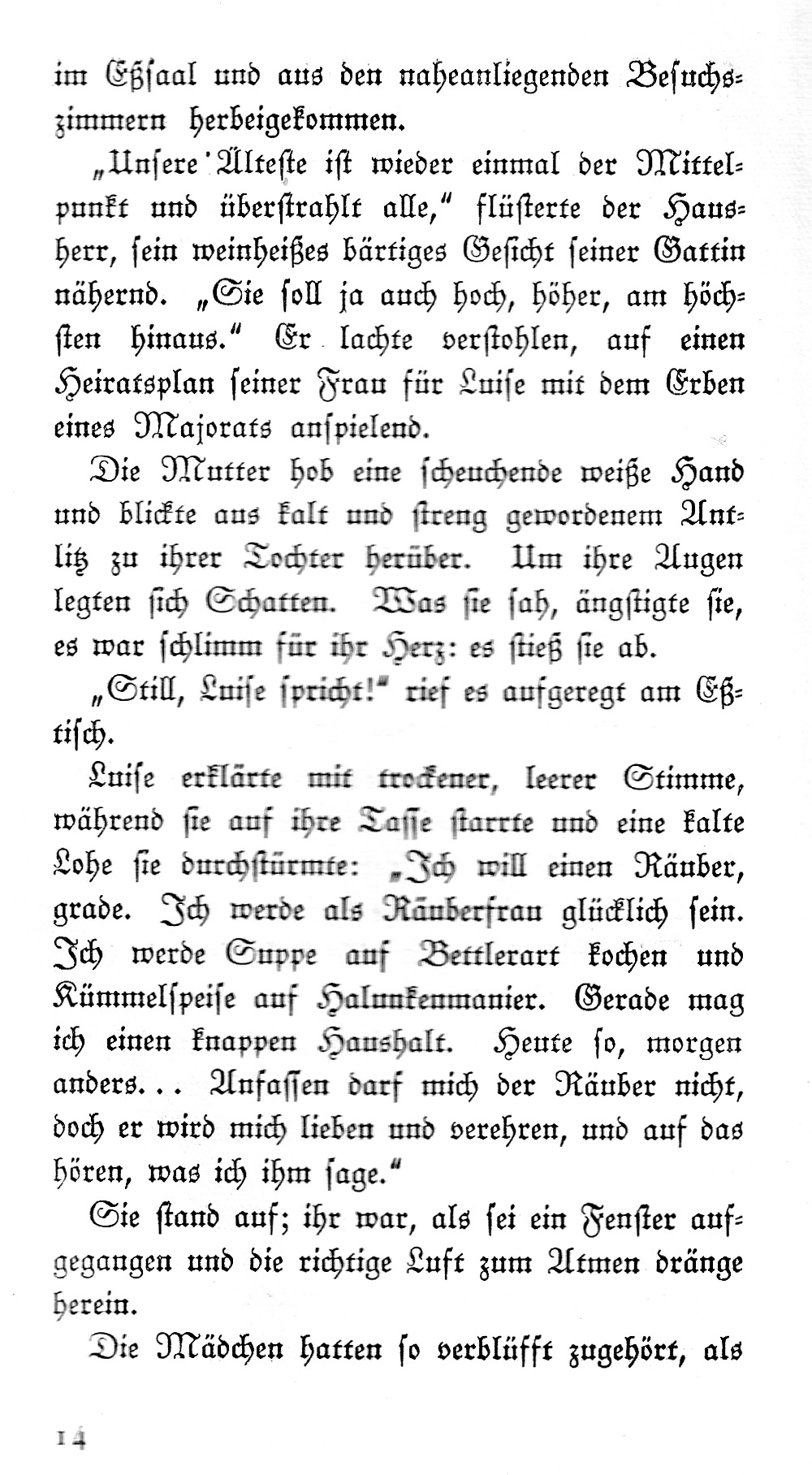
Ich will einen Räuber, S. 14.

Verzweifelt schließt sich Luise in ihrem Zimmer ein und tobt sich weinend aus, ein von Freiheitsdrang und Hunger nach ewigem Brot wütend gewordenes Wesen. (S. 17) Allein Wina, die bodenständige Witwe eines früheren Gartenarbeiters, versteht sie und findet Zugang zu ihr. Der Baßling, der Niklas Karlmann, der schlimme Lothar, das wäre einer für sie. (S. 21) „Mich streichelt sonst niemand. Ich weiß nicht was eine Hand ist und kann“, murrte Luise. „Die Hand des Bräutigams wird die richtige sein“, bemerkte Wina obenhin. (S. 23) Von der kalten, auf Konventionen bedachten und „für ihr Gebiet geschaffenen Mutter“, die für Luise insgeheim Heiratspläne mit dem Erben eines Majorats schmiedete, wird das in die Armut gestürzte Kind zur Rede gestellt. Auf Luises Einlassung, Ich habe aber Ursache, mich noch viel schlechter zu benehmen und versag's mir doch entsetzt sich die Mutter, das sage ein junges Mädchen aus vornehmen Hause, das im Überfluss lebe. Luise antwortet: O Überfluß, ich sündige aus Mangel. Die Mutter wirft ihr an den Kopf, sie sei impertinent und sie werde nicht klug aus ihr (S. 25f). Ich sehe deinen Weg, dachte die erboste Mutter. Mag da ein Mann zusehen, wie er mit diesem überspannten Ding fertig wird. (S. 27)

### Flucht mit dem Räuber Baßling
In der nächsten Szene packt Wilma Luises Bündel und Luise findet sich neben dem Räuber Niklas Baßling auf einem Einspänner wieder. Dabei lässt die Schriftstellerin offen, ob sich Luise in das Abenteuer, möglicherweise bereits in die Szene mit Wina, eingeschlossen in ihrem Zimmer, oder sogar bereits in ihren „Ausrutscher“ auf der Festgesellschaft hineinträumt. Es gibt keinen Abschied vom Gut, es wird nicht erwähnt, ob die Eltern von der Reise wissen, sodass von einer geheimen Flucht auszugehen ist. Neben Baßling, den man einen Blinden- oder Unmündigenführer nennen könnte (S. 31) atmet Luise den Duft der Freiheit.

„Wieviel Lösegeld wird dein Vater für seine Tochter auswerfen?  fragte Niklas Baßling.
 Gar keins, denn ich werde nicht zurück.
 So, so. Niklas Baßling lachte ein bißchen. 
 Ich will das Leben, so wie es ist.
 Wie ist es denn, Fräuleinchen? 
 So wie die Fahrt. Unsicher, unbekannt, tückisch, gefährlich, wonnevoll. Und sonst noch was. Aber das Pferdchen ist der Zauberer, der hindurch bringt. Das Pferdchen bewundere ich.
 Alles der Gaul und nichts der Kerl.“

Baßling erklärt, dass er Luise Oijamitza nennen wird, was Luise recht ist. Im Gespräch stellen Oijamitza und der Räuber schnell ihre Gedankenverbundenheit fest. Beide lehnen die Kirchen ab, weil sie am Einsperren keine Freude haben und keine Versteinerungen mögen. (S. 36) Baßling, von dem es an anderer Stelle heißt, er habe es nur bis zur Obertertia geschafft (S. 79), wird wie folgt charakterisiert.:

„Baßling mußte an die Scheußlichkeiten seiner Gymnasiastenzeit denken. An seine Kolossalträume und an die andauernde Schnippelei und das Nadelstechen und die Daumschraubenanlegerei, die man an ihm vollführt hatte. […] Diese Mißgeburt von einem Onkel, der ihm, dem elternlosen Knaben, das Wenige vergällt hatte, was da für ihn nahrhaft gewesen war. Diese Spießbürgerin von einer Tante, die es versucht hatte, ihn vom frühen Morgen an zu ernüchtern und zu vernichten mit ihrer Kaffeeplurre und ihrem Gewäsch. O, o, welterschütternde Wollust des Krachs, als die ängstliche, auf Krücken gehende, plundrige, mark- und salzlose Welt der Kleinstadt in Trümmer ging, von seinem Gesichtspunkt aus, und er, wie ein frisch und tadellos gefiederter Raubvogel herausgestoßen war, um auf eigene Rechnung seine Lehrzeit anzutreten. Ein ehrlicher Raubvogel kann sich nicht in die Rolle eines Haushahnes, Zuchterpels, Weihnachtsputers hereinbiegen und lügen.“

### Die Abenteuer mit dem Räuber Baßling

#### Erstes Abenteuer, Gespenst
In der Räuberhütte tief im Wald betraut Baßling Oijamitza mit den Aufgaben, Wasser aus dem Fluss zu holen und Tauben zu rupfen. Es ergriff sie eine Erinnerung; eine tief und heiß herausbrechende Lebenswonne entsprang aus ihr, ihr Fühlen überschwemmend. Baßling beobachtete ihr versunkenes schwelgendes Lächeln, und wie sie zu hantieren anfing, als sei das die köstlichste, wichtigste Sache der Welt. (S. 45) Baßling trägt ihr auf, sich als Gespenst zu verkleiden und die Pechbrenner samt Frauen und Kindern, die der Räuberhütte bei der Verrichtung ihrer Arbeit gefährlich nahegerückt waren, zu erschrecken und zu vertreiben. Nachdem sie ihr erstes Abenteuer mit Bravour bestanden hat, liegt sie abends zufrieden im Bett und sagt: Bei diesem matten, bläulichweißen Abendhimmel, der hoch die Not und Wunder überwölbt, bin ich zum Ueberfließen ganz erfüllt, von echter, großer, taumelnd süßer Todesfreude ganz gestillt. (S. 48f.)

#### Zweites und drittes Abenteuer, Pferderaub
Oijamitza und Baßling greifen erneut das Thema Religion auf und zeichnen in großer Übereinstimmung einen richtigen Tempelbau, ein Heiligtum mit Göttern und Dämonen (S. 50–53). Auf einem Stiftungsfest der Feuerwehr, auf dem der Räuber nicht erkannt wird, sinniert Baßling über den Bass. Die Töne des Instruments entsprechen seinem Lebensgefühl. Baßling verliebte sich in diesen Baß; […]. „Das war doch mal ein Lebensgriff, etwas das Willen ausdrückte, dieser Baß“, sagte er vor sich hin. (S. 55f) In der Räuberhütte gesteht einer von Baßlings beiden Burschen stammelnd, er habe sich in Oijamitza verliebt. Daraufhin jagt Baßling den Jüngling für immer davon, gewährt ihm aber, zum Abschied Oijamitzas Hand zu küssen. Oijamitza war aufgestanden, von einer ihr ganz neuen Bewegung getrieben, denn sie hatte in ihrem Leben niemals das Gefühl oder gar den Genuß gehabt, daß ein junger Mann Zuneigung für sie empfunden hatte. Weit eher glaubte sie Scheu, ja Furcht einzuflößen. Der Jüngling schnappte grob nach ihrer Hand und fing an, sie wie ein Verlechzter zu küssen. Oijamitza mißfiel das höchlich. (S. 60f)
Das eigentliche „Abenteuer“, ein Pferderaub, wird zwar abschnittseinleitend angesprochen, dann aber ohne weitere Schilderung erst im Abschnitt Drittes Abenteuer mit der Erwähnung wieder aufgegriffen, der Raub sei glanzvoll gelungen (S. 62); Oijamitza war nicht beteiligt, sie blieb in der Hütte. Da Gendarmen auf ihrer Spur sind, reitet das Räuberpärchen tiefer in den Wald hinein zu einem neuen Versteck. Oijamitza darf auf dem gestohlenen Schimmel reiten, der ihre Sehnsucht nach der weißen Reinheit ausdrückt und ist selig. Baßling bezeichnet Oijamitza als überspannte Puppe und grollt, alles sei für sie Poesie (S. 63–68). Wilma erscheint in der Hütte und will Oijamitza zurückholen. Auf dem Gut stünde es nicht zum besten (S. 69f). Nach einigen Tagen des Zögerns, in denen sie hin- und hergerissen ihre Seele sucht (S. 79), entschließt sich Oijamitza zur Rückkehr.

### Zwischenspiel: vorübergehende Rückkehr zum Gut
Ohne weitere Zwischentitel subsumiert Elisabeth Siewert den Rest der Novelle ab Seite 81 unter der Überschrift  Wiederkehr. Das ist möglicherweise gezielt mehrdeutig, denn Oijamitza kehrt mehrfach wieder. Erst auf das Gut, dann zurück zum Räuber Baßling und am Ende folgt sie Baßling entweder in den Tod oder kehrt erneut auf das Landgut zurück.

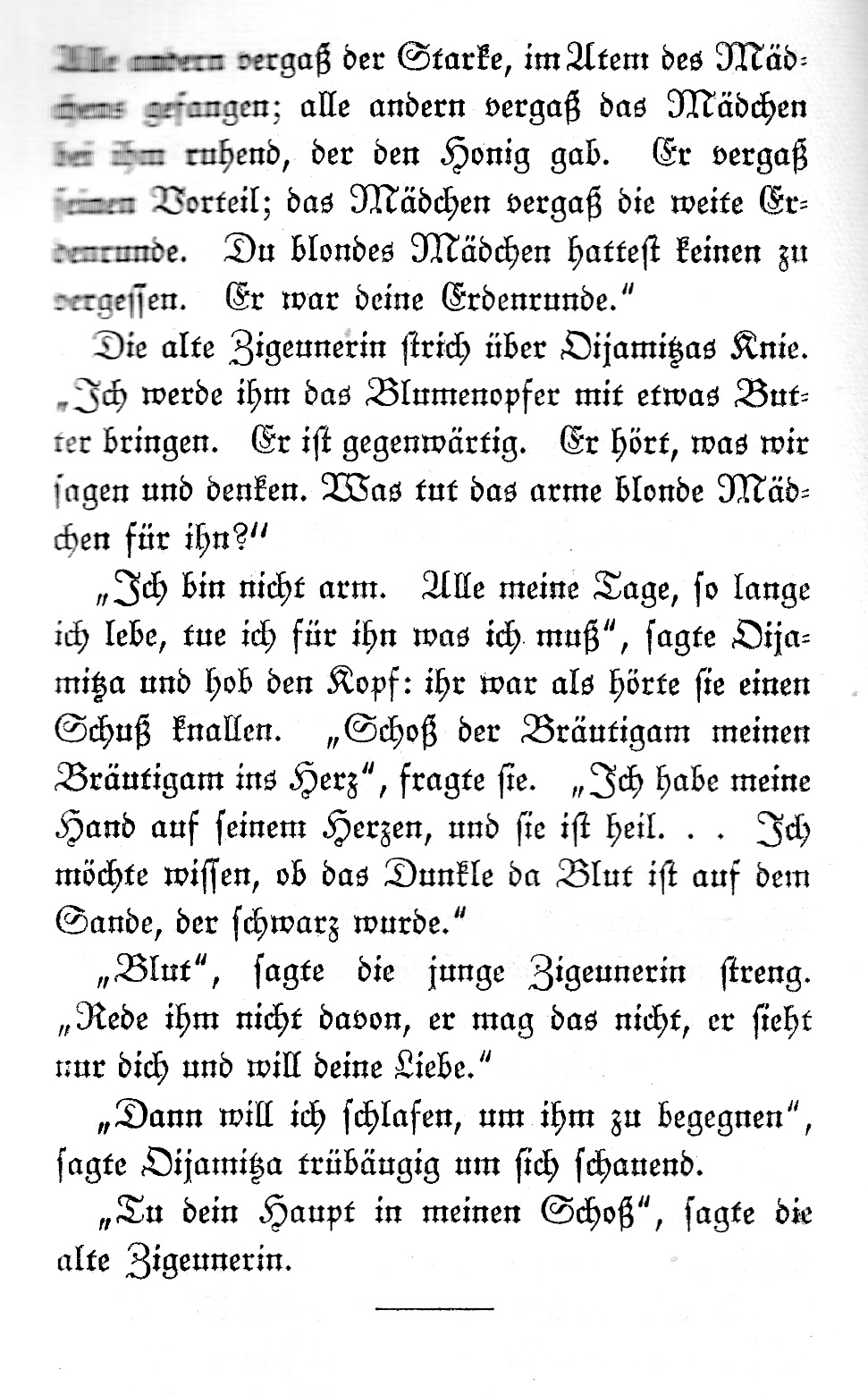
Das Ende der Novelle

Die Mutter hatte ein Herzschlag entseelt. Die kleinen Kinder fiebern, ihre Körper sind von Ausschlag bedeckt, und auch der Vater liegt krank darnieder. Das „Regiment“ im Haus hat die tüchtige, edle Elgone übernommen (S. 83), die die Mutter schnell ersetzt, vom Vater ob ihrer Tatkraft bald bewundert und verehrt wird und ihn, wie Oijamitza, nun wieder Luise, mutmaßt und ihr auch direkt sagt, wohl bald heiraten wird (S. 95f). Elgone lässt Luise vorerst weder zu den kleinen Kindern noch zum Vater vor und weist ihr Aufgaben zu, mit denen sie sich nützlich machen kann, bis alle wieder genesen sind. In den häuslichen Verrichtungen geht sie vorerst durchaus auf. Als Elgone sie endlich zu den fast Genesenen vorlässt, fällt es dem Vater schwer, ihr zu verzeihen und er reicht ihr nur auf Elgones Druck hin die Hand. Als alles wieder zum besten steht auf dem Gut und auch das Gesinde zurückkehrt, merkt Luise erneut, dass sie in der Enge, dem nach ihrer Ansicht lediglich „äußeren“, angepassten Funktionieren im Reich der Elgone, den Konventionen des Landguts fehl am Platze ist (S. 83–96).

„Und Elgone erfaßte das Unbekannte, unheimlich und stark von Kräften Vibrierende mit Luisens Hand. Ich fühl' es dir an, so recht wurzeln tust nicht in deinem Kreise, sagte sie unsicher. Wurzeln, fragte Luise stirnrunzelnd. In meinem Kreise? Du meinst wohl in deinem, denn ich hab' keinen. Ich traure zum Himmel auf wie unsre ärmste wildeste Landschaft und möchte das Lob und das Lied zu singen verstehen, das ich dem Schöpfer in der Wonne da zu sein, schulde.“

### Rückkehr zu Baßling und des Räubers Tod
Erneut lässt sie das (vermeintliche) Scheinleben hinter sich, stürmt aus dem Haus und wirft sich dem bereits wartenden Räuber in die Arme, sie lag an ihm wie eine Feuerlohe am saftreichen mächtigen Baumstamm und rief, sich verlierend in der schweren Landschaft seines Gesichts[:] „Scheintod zu Ende, Starrkrampf, Narrenkampf vorbei. Ich geh nun immer mit dir.“ (S. 96f) In entflammter Liebe sagt sie:

„Wir beide wollen dem Himmel abringen, daß er uns Stimme gibt und Worte, sogar Sprüche, mit und ohne Reim. […] Mit Demut und Stolz müssen wir ausdrücken, was nötig ist. […]; großes Gefühl und Bewußtsein des Stolzes wegen Anteilnahme an jener Herrlichkeit, Weltgröße, Unendlichkeit, Kraft. Das Beste vom Leben ist seine Unwirklichkeit, drum winde die Kränze aus Sternenewigkeit.“

Oijamitza fällt auch in der neuen Räuberhütte die Aufgabe zu, Wasser zu holen. Berauscht von der Landschaft, der aromatischen Luft und ihrem Glück sagt die Wasserholerin hoffnungsfroh: So ist es, wenn man lebendig ist. […] So ist es, wenn man Zeit hat, man selber zu sein. […] Es ist erhaben, das Mädchen zu sein, das von Mannesliebe ergriffen, den Mann ergreift, die Welt und sich findet. (S. 105, 107) Nach dem Erwachen weicht die glückselige Stimmung mehr und mehr dem bangen Warten auf Baßling, der die Hütte verlassen hatte. Von Eifersuchtsphantasien geplagt, malt sie sich aus, mit welchen Frauen es Baßling grade treiben könnte. Von Gendarmen gejagt, kommt der erschöpfte Baßling in die Hütte. Nur Minuten, die von innigen Liebesbezeugungen erfüllt sind, bleiben dem Paar. Ein Gendarm erschießt den Räuber (S. 108–115).
Eine Zigeunerin, deren Andeutungen zuvor nahelegten, sie sei die Geliebte Baßlings, versichert dem Mädchen, Baßling wolle auch jetzt noch, im Himmel, Oijamitzas Liebe. „Dann will ich schlafen, um ihm zu begegnen“, sagt Oijamitza trübäugig um sich schauend.
Im Schlussbild der Erzählung bettet sie ihren Kopf in den Schoß der Mutter der Zigeunerin und es bleibt offen, ob sie Baßling in den Tod folgt (S. 118).

## Ort und Zeit der Handlung

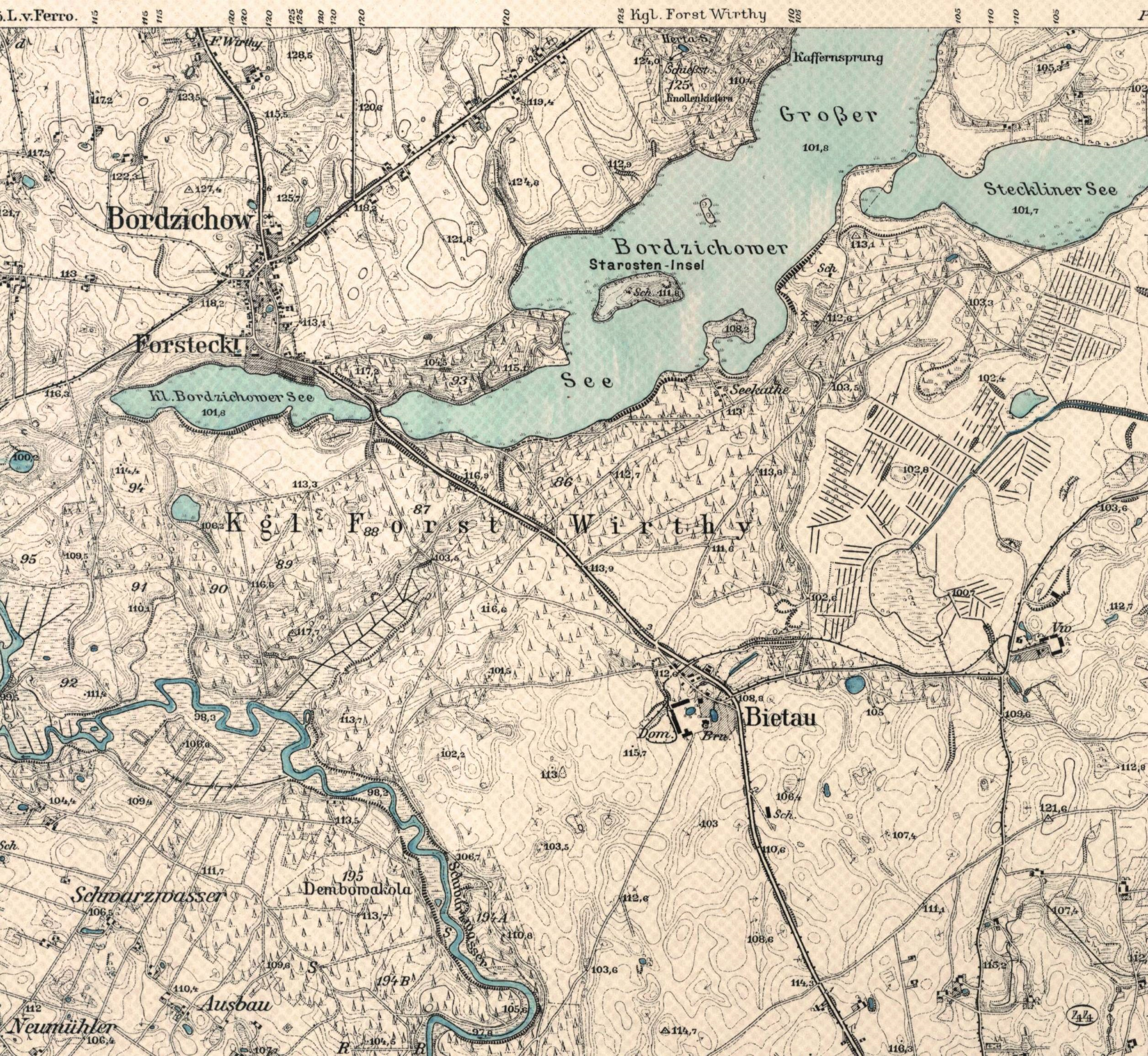
Königlicher Forst Wirthy und Umgebung. Preußische Landesaufnahme 1908, Messtischblatt (1:25.000).

Wie nahezu alle Erzählungen Siewerts spielt auch diese Geschichte in ihrer westpreußischen Heimat. Auf den konkreten Ort des Geschehens gibt es nur wenige Hinweise. Mehrfach wird lediglich Wirthy (als Klein-Wirthy) erwähnt, das sich nordwestlich des Landguts Budda befindet, auf dem die Schriftstellerin geboren wurde und aufwuchs. Der Königliche Forst Wirthy am Bordzichower See bildete den nordöstlichen Ausläufer der Tucheler Heide. Aus den Forsten ging das 1875 gegründete Arboretum Wirty hervor, das möglicherweise schon bestand, als Oijamitza und Baßling durch die Wälder streiften. Siewert lässt das Paar einen Festzug der Forstgellschaft beobachten und beschreibt die geschmackvollen Anlagen von Klein-Wirthy (S. 76ff). Aufgrund der starken autobiographischen Bezüge und des Gesamtwerks Siewerts liegt nahe, dass die Handlung im letzten Viertel des 19. Jahrhunderts anzusiedeln ist.

## Einbettung in das Gesamtwerk Siewerts
Die Novelle enthält vielfältige Parallelen zu anderen Texten Siewerts und autobiographische Züge. Elisabeth Siewert wuchs wie ihre Figur Luise-Oijamitza als Gutsbesitzertochter mit mehreren Schwestern auf.

### Entstehungszeitraum
Zwar gehört die Novelle zu den letzten veröffentlichten Werken Siewerts (1928), doch dürfte zumindest die Idee zu der Geschichte deutlich früher liegen. Im Elternhaus künstlerisch früh angeregt, dachten sich die Siewert-Schwestern schon im Kindesalter Geschichten aus. So weist der Kunsthistoriker Roman Zieglgänsberger auf eine um 1905 entstandene Tusche-Federzeichnung der Schwester, der Malerin Clara Siewert, mit dem sehr ähnlichen Titel Das Abenteuer der Oljamizza hin und vermutet deshalb, dass die Grundlage des Textes – wie auch bei der Novelle Die Geckin von 1928 – von den Schwestern bereits in der Jugend gemeinsam entwickelt wurde. Auch die Szene, in der sich Luise in ihrem Zimmer einschließt (lag wieder, ihren kleinen Kopf in der verwirrten Masse ihrer aschblonden Haare wie auf einem Extrakissen auf dem weißen Kissen bettend. […] Fast war sie jetzt […] ein ehrlich dummes Wiegenkind, ohne alle Verantwortung, ohne abnorme Zustände und schreckliche Erlebnisse. S. 20) korrespondiere mit einem Bild Claras: Das Bild Mutter am Bett ihres kranken Kindes (1902) zeige eine sorgenvolle Mutter, die hilflos und mit traurig verstehenden Blick auf ihr Kind herunter sieht, das kraftlos und ängstlich zusammengekrümmt auf dem Sofa liegt.

### Sprache und Stil: Spannungslos trotz Abenteuer
Bereits 1914 schrieb die österreichische Literaturhistorikerin, Schriftstellerin und Feministin Christine Touaillon in einer Rezension, Spannung liege Siewerts Kunst unendlich fern. Statt dramatischer Zuspitzung glitten die Ereignisse ineinander wie in der Wirklichkeit. Zwar ist der Begriff „Abenteuer“ in der Pluralform in dieser Novelle titelgebend, doch sind die Abenteuer vergleichsweise unspektakulär (Gespenst spielen) oder werden nur bruchstückhaft erzählt wie der Pferderaub, von dem es zu Beginn des dritten Abenteuers lediglich – fast lakonisch – heißt, er sei glanzvoll gelungen. Es geht Siewert also auch in dieser Novelle nicht um den Aufbau eines Spannungsbogens und abenteuerliche Geschichten wie im klassischen Abenteuerroman. Die Abenteuer sind lediglich Mittel, zu zeigen, welche Gefühle die Überschreitungen konventioneller Grenzen bei den Protagonisten, insbesondere bei Luise/Oijamitza, auslösen.

### Werkparallelen und autobiographische Bezüge

#### Ausbruch aus den Konventionen
Die Frauenrechtlerin Gertrud Bäumer stellte 1911 in einer Rezension fest, durch Siewerts in Kinder und Leute (1906) gesammelte Skizzen gehe ein unaufhörlicher Kampf, aus der Kargheit und Enge des Landlebens, aus dem Gewöhnlichen, aus der Dürftigkeit und Kälte auszubrechen. Auch Luise-Oijamitza versucht aus den als einengend und erstarrt empfundenen Konventionen auszubrechen und sieht im Räuber Baßling die Verkörperung der ersehnten Freiheit. Baßling spielt hier ansatzweise die Rolle des idealisierten „edlen Räubers“ des Räuberromans, der die bürgerliche Protesthaltung und das Freiheitspathos im deutschen Sturm und Drang aufnahm. Auch die Siewert-Schwestern gingen nicht den traditionellen Weg, sondern zogen nach Berlin, um sich dort künstlerisch selbst zu verwirklichen und blieben zeitlebens auf der Suche nach sich selbst.
Ähnlich Baßling stand in der Novelle Van Braakel (1909) der Schiffsjunge aus einem Lesebuch für die kleinen Mädchen aus einem Gut als Metapher für all das, was frei, eigenwüchsig, kühn, todverachtend und lebenausschöpfend war; der, auch gewaltsam, die geordnete langweilige Sicherheit, das bürgerliche Gleichmaß durchbrechen wollte und nach Zusammenhängen fahndet. Das als einengend empfundene Leben verdichtet sich in der Zeichnung der Mutter und später der edlen Elgone. Siewert charakterisiert die ordentliche, zufriedene, für ihr Gebiet geschaffene Mutter als eher kalt und erstarrt, die den Sehnsüchten der Tochter verständnislos gegenübersteht und eigentlich nur im Sinn hat, sie vorteilhaft zu verheiraten. Sie hält die Tochter für impertinent und überspannt (S. 25f), einen Begriff, den Baßling später mit der Wendung überspannte Puppe aufgreift (S. 67). Der Vater bleibt weitgehend im Hintergrund und ist eher stolz auf seine Tochter, die wieder einmal der Mittelpunkt sei und alle überstrahle. Die Heiratspläne seiner Fau kommentiert er mit weinheißem bärtigen Gesicht leicht ironisch: Sie soll ja auch hoch, höher, am höchsten hinaus, lachte er verstohlen (S. 14).

#### Religionen
Ein weiterer Aspekt, der sich durch viele Werke Siewerts zieht, ist ihre oft deutliche Kritik an den Religionen, die sie, gemäß dem großbürgerlichen Leben insgesamt, gleichfalls als erstarrt kennzeichnet:

„‚Freut dich die protestant'sche Kirche oder die kathol’sche?‘ fragte Baßling. ‚Wie kommst du darauf? Ich habe am Einsperren keine Freude.‘ ‚Ich auch nicht.‘ Baßling lachte ungemein wohllautend […]. ‚Dann freut dich vielleicht die Synagoge?‘ ‚Ich hab’ noch keine gesehn und mag auch keine sehen. Versteinerungen mag ich nicht.‘ […]“ (S. 36) „Das war immer so: wenn von Religion die Rede war, zerflossen ihr die Sinne, ihr Auge wandte sich nach innen, ihr Ohr wurde taub.“

Schon in der Novelle von 1909 gaben der Titelfigur „Van Braakel“ die Bibel und die „schwarzen quadratischen Andachtsbücher“ keine Antworten und statt „göttlichem Wesen“ forderte der Junge von den Erwachsenen „das Allereinfachste […], die Beobachtungen eines einzigen, simplen Tages mit Aufrichtigkeit dargelegt“ ein. Christine Touaillon schrieb in ihrer Rezension 1913 zu Siewerts Roman Lipskis Sohn von 1913 zur Figur der phantasiebegabten Witwe Felsken: „Der Katholizismus des Vaters, der Protestantismus der Mutter brachte sie in eine skeptische Stellung zu allem, was Religion heißt.“

#### Suche nach der verlorenen Kindheit

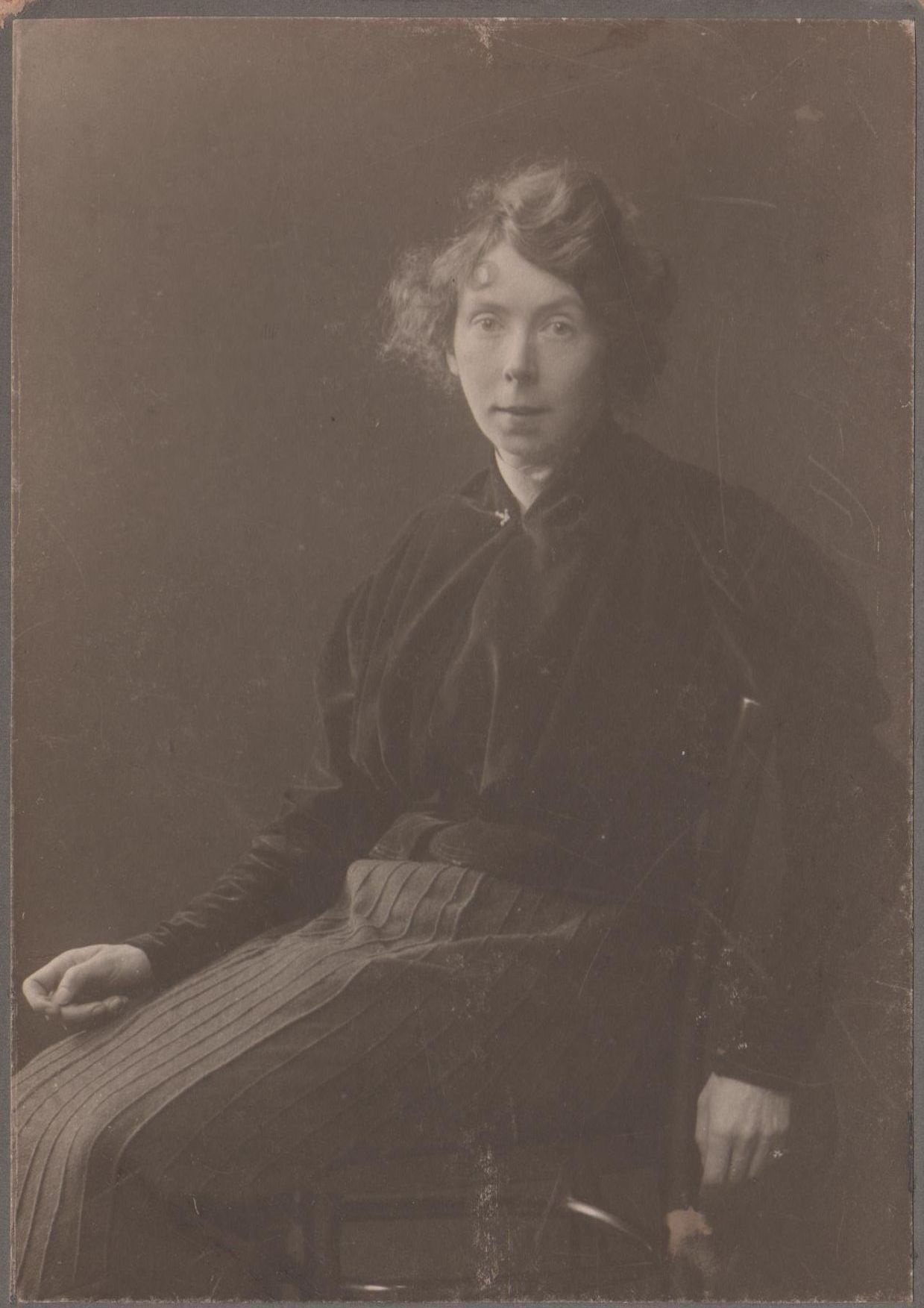
Elisabeth Siewert 1905

Ein zentrales Thema in Siewerts Texten ist die Sehnsucht nach der verlorenen Kindheit. Sie selbst wurde in Berlin nie heimisch und sehnte sich zeitlebens zurück in die Kindertage auf dem Gut. Nach Darstellung Zieglgänsbergers fasst Siewert die Kindheit als einzige glückliche und sorgenfreie Zeit im Leben eines Menschen auf und geht in ihren Texten immer wieder der Frage nach[…], wie es geschehen konnte, dass dieses Himmelreich der Kindheit verlorenging. In Das Himmlische Kind betonte Siewert 1916 in Form eines Selbstgesprächs, wie sehr sie ihre Kraft und ihr Vermögen aus der glücklichen Erinnerung bezieht. Ihre Kindheit glorifizierte sie mit den Worten Ich klammere mich an das kleine Kind, ich bete es an, ich ziehe es aus der Dämmerung und betrachte es mit fassungslosem Entzücken. Und auch Oijamitza reist bei der Verrichtung der einfachen Verrichtungen, die ihr Baßling aufgetragen hatte, zurück in ihre glücklichen Kindertage: Es ergriff sie eine Erinnerung; eine tief und heiß herausbrechende Lebenswonne entsprang aus ihr, ihr Fühlen überschwemmend. (S. 45) Beim seligen Einschlafen nach Baßlings Liebesbezeugungen gerät sie in die Vollkommenheit ihrer göttlichen Kindertage, wo sie alles hatte und genoß, wo sie in der Liebe Hütte wohnte und den Zauber Bruder nannte. (S. 107)

#### Unausführbarkeit der poetischen Lebensauffassung, Realität und Traum
Leicht grollend, aber mit freundlicher Grundstimmung, hält Baßling Luise in einer Szene vor:

„Und du, zum Donnerwetter, meinst immer nur Poesie, immer und immer von morgens bis abends, scheint mir. Alles das, was nicht für dich ist, macht dich krank, du junges Mädchen aus vornehmen Hause. – Aus einem Gesichtspunkt siehst du alles und stimmt es nicht, kippst du um.“

Bereits 16 Jahre vor der Veröffentlichung dieser Novelle hatte Lou Andreas-Salomé festgestellt, in immer neuen Umdeutungen begegne in Siewerts Werken das gleiche Problem: die Schönheit und Unausführbarkeit der poetischen Lebensauffassung. Durch fast alle Erzählungen ziehe sich die bedrückende Mühsal derer, die im Schweiße ihres Angesichts Moralarbeit verrichteten, während sie lieber an das Paradies, woraus sie seit der Kindheit vertrieben wurden, zurückdächten. Auch Christine Touaillon hatte bereits 1914 ausgeführt, es gehe bei Siewert immer um die Frage, wie sich der Mensch mit dem Leben abfinden, mit ihm fertigwerden könne. Die Helden ihrer Geschichten fühlten sich in ihrer Existenz nicht wohl. Sie lebten in einer, manchmal selbstgeschaffenen Enge, ein Druck laste auf ihnen. Sie empfänden eine unklare Sehnsucht nach einem fern liegenden Leben. Oft könnten sie selbst nicht sagen, was sie wollen, aber sie müssten aus dieser Gefangenschaft heraus oder sie gingen an ihr zugrunde.
Auch in dieser Novelle lässt Siewert die Hauptperson an ihrem Unvermögen, Realität und Traum, Konvention und Freiheitsdrang, Leben und Selbstverwirklichung in Einklang zu bringen, scheitern. Ich grade, […] zerbrochen an mir selber, verschmachtet und erkrankt in meiner Umgebung lässt sie Oijamitza einmal sagen (S. 67). Dabei legt Siewert dem Traumleben des Mädchens hier auch etwas Egoistisches (Alles das, was nicht für dich ist, macht dich krank), Rücksichtsloses und Verantwortungsloses bei. Der Schriftsteller und Kunstkritiker Paul Fechter sprach von der inneren Zweischichtigkeit Siewerts und von ihrem Ringen um den Ausgleich zwischen den Welten: In der merkwürdig realen Märchenhaftigkeit der „Abenteuer der Oijamitza“ von 1928 setzt sie der Wirklichkeit ihr Nein entgegen, kann aber nicht verhindern, daß sie am Ende in der Gestalt der Gendarmen doch hart in die Traumwelt des Mädchens, das auf der Suche nach dem Leben zu seinem Räuberhauptmann geht, einbricht. Über diese Notiz Fechters hinaus ist nur noch eine Kurzrezension in den Baltischen Monatsblättern zu der Novelle bekannt, in der es lediglich heißt: Wir kennen die scheue Zärtlichkeit, mit der [Siewert] das angefremdete und doch so bodenständige Deutsch ihrer kaschubischen Heimat dem einfachen Menschen des Landes ohne jeden Hauch von Persiflage in den Mund legt, und wir begreifen auch, warum die Gutsbesitzerstochter, die einem Räuberhauptmann nachlief, wie ihn wohl auch der Binnendeutsche Raabe zu sehen vermöchte, für diesen nicht mehr Luise, sondern Oijamitza heißt.

#### Das Liebesabenteuer
Hinter der Sehnsucht des Mädchens und seiner Suche nach dem Leben steckt letztlich die Suche nach der Liebe, sodass sich die titelgebenden Abenteuer unter einem großen Abenteuer, dem Liebesabenteuer, einordnen lassen. „Mich streichelt sonst niemand. Ich weiß nicht was eine Hand ist und kann“, murrte Luise. „Die Hand des Bräutigams wird die richtige sein“, bemerkte Wina obenhin. (S. 23) In der Szene mit Baßlings Burschen war sie von einer ihr ganz neuen Bewegung getrieben, denn sie hatte in ihrem Leben niemals das Gefühl oder gar den Genuß gehabt, daß ein junger Mann Zuneigung für sie empfunden hatte.(S. 60f) Blieben anfangs noch selbst kleinste Berührungen aus: Baßling hatte Lust, ihr mit dem Zeigefinger über die Nase zu fahren. Aber diese Nase war so zart, edel und unschuldig gebaut, […] daß er aus Respekt davon abstand. (S. 52), verlor sie sich nach der erneuten Rückkehr zu Baßling nach dem Zwischenspiel auf dem Gut selig in der schweren Landschaft seines Gesichts und Baßling hielt Oijamitza eng an sich. (S. 97). Es ist erhaben, das Mädchen zu sein, das von Mannesliebe ergriffen, den Mann ergreift, die Welt und sich findet. (S. 107)
Aber auch die Liebe kann Luise-Oijamitza, deren Zerrissenheit sich schon in der doppelten Namensgebung ausdrückt, nicht in den Konventionen, in der Realität, sondern nur in ihrer Traumwelt leben. In der Forstszene beim Beobachten des Festumzugs in Klein-Wirty lässt Siewert das Mädchen ihre Unzulänglichkeit, ihr Scheitern an sich selbst, spüren. Voller Sehnsucht blickt Oijamitza auf die schlanke, zartgesichtige Braut, die es – im Gegensatz zu ihr – geschafft hat, Erfüllung und Liebe in den sogenannten geordneten Verhältnissen an der Hand des überaus angenehm, intelligent und frisch aussehenden Forstbeamten zu finden, neben dem sie so seelenfroh wandelte. (S. 77f) Baßling spürt Oijamitzas Zerrissenheit und belustigt sich: Ist das Feuer heruntergebrannt? […] Lockt der Salon, die feine Gebärde, das glatte Gespräch? […] Seltsam, sogar auf der Buschinsel drüben steht eine weiße Bank, für zivilisierte Liebende gedacht, die sich nicht lieber auf den Mutterschoß der Erde legen, um zu ihrer Bestimmung zu kommen. (S. 76, 78) Mit dem Tod Baßlings ist auch die Liebe gescheitert. Dass zum Ende die geordneten Verhältnisse trotz all ihrer vermeintlichen Einengung und Erstarrung obsiegen, macht Siewert auch damit deutlich, dass sie ausgerechnet dem jungen stattlichen Forstbeamten (jenes Forstbeamten und Bräutigams vom Festzug in Klein-Wirthy her) die Führung der Verfolgergruppe zuschreibt, die den Räuber stellt und schließlich vor den Augen des Mädchens erschießt (S. 114ff).
Das Übergehen der geborgenen, als liebevoll erfahrenen Kindheit in eine erwachsene, tragfähige Liebesbeziehung war sehr wahrscheinlich weder Elisabeth Siewert noch ihren beiden Schwestern, mit denen sie später in Berlin zusammenlebte, vergönnt. Alle blieben unverheiratet und über engere Beziehungen ist nichts bekannt. Wie ihre Figur ist auch die Schriftstellerin selbst an der Realität gescheitert. In ständiger Sehnsucht nach der verlorenen Kindheit und verbittert über ihren ausbleibenden literarischen Durchbruch starb sie in geistiger Verwirrung. Auch die ältere Schwester Clara, die Elisabeth um fünfzehn Jahre überlebte, scheiterte mit ihrer Malerei, die das Kunstforum Ostdeutsche Galerie Regensburg bei der Wiederentdeckung ihres Werks 2008 auf einer Ausstellung Zwischen Traum und Wirklichkeit ansiedelte, und starb in völliger Verarmung.

### Erwähnte Werke Siewerts (chronologisch)
- Kinder und Leute. Novellen. Karl Reißner, Dresden 1906, 271 S.
- Van Braakel. In: Sozialistische Monatshefte – Internationale Revue des Sozialismus. Hrsg.: Joseph Bloch. Heft 15 1909. Verlag der Sozialistischen Monatshefte, Berlin., S. 236–241 (Volltext in der Online-Edition der Bibliothek der Friedrich-Ebert-Stiftung).
- Lipskis Sohn. Roman. S. Fischer Verlag, Berlin 1913, 247 S.
- Das himmlische Kind. In: Sozialistische Monatshefte, Heft 22 1916, S. 43–46 (Volltext in der Online-Edition der Bibliothek der Friedrich-Ebert-Stiftung).
- Die Geckin (Novelle). In: Der Kunstwart. Verlag Kunstwart, Dresden und Callwey, München, September 1928.
- Der Sumbuddawald. Novellen. Ring-Verlag, Berlin 1928. 239 S. (Enthält die Erzählungen: Die Abenteuer der Oijamitza (S. 7–118), Der Sumbuddawald (S. 119–168) und Das siebenfache Leben des Hirten Mathias.(S. 169–239))

### Sekundärliteratur (alphabetisch nach Autoren)
- Lou Andreas-Salomé: Elisabeth Siewert. In: Das literarische Echo. Hg. Ernst Heilborn. 14. Jg. 1911/12, 15. September 1912, Berlin, S. 1690–1695.
- Gertrud Bäumer: Die Frau und das geistige Leben. C.F. Amelangs Verlag, Leipzig 1911 (zu Elisabeth Siewert siehe S. 138–141).
- Paul Fechter: Geschichte der deutschen Literatur. C. Bertelsmann Verlag, Gütersloh 1952. (Ursprünglich: Knaur, Berlin 1941.) Hier zitiert nach der Bertelsmann-Auflage 1957, zu Siewert s. S. 723–725.
- Clara Siewert. Zwischen Traum und Wirklichkeit. Mit Beiträgen von Renate Berger, Michael Kotterer und Roman Zieglgänsberger. Hg.: Kunstforum Ostdeutsche Galerie Regensburg, Regensburg 2008; ISBN 978-3-89188-116-3
- Christine Touaillon: Elisabeth Siewert. In: Neues Frauenleben, 16. Jg., Nr. 1/2, Wien 1914, S. 41–46. (Volltext bei ALO = Austrian Literature Online.)